# ديفيد هاميلتون
ديفيد هاميلتون (بالإنجليزية: David Hamilton)‏ (7 نوفمبر 1960 في المملكة المتحدة - ) هو مدرب كرة قدم ولاعب كرة قدم بريطاني في مركز الوسط. لعب مع بلاكبيرن روفرز وكارديف سيتي ونادي بيرنلي ونادي سندرلاند وويغان أتلتيك ونادي تشستر سيتي ونادي بارو.